# Megadermatidae
I Megadermatidi (Megadermatidae H.Allen, 1864) sono una famiglia di pipistrelli, del sottordine dei Microchirotteri. 

## Descrizione

### Dimensioni
Questa famiglia comprende pipistrelli con la lunghezza dell'avambraccio tra 49 mm e 115 mm e un peso fino a 216 g. Vi appartiene il pipistrello fantasma, il più grande microchirottero al mondo.

### Caratteristiche ossee
Il cranio è di proporzioni normali, il processo post-orbitale è piccolo oppure assente ed insieme alle creste sopra-orbitali forma generalmente uno scudo osseo sulla regione frontale. Le ossa pre-mascellari e gli incisivi superiori sono mancanti, sostituiti da una profonda apertura palatale che talvolta raggiunge l'altezza dei premolari superiori. I canini sono proiettati in avanti e sono muniti di una seconda cuspide. La scapole sono ampie e sono fuse con le prime costole, la prima vertebra dorsale e la settima vertebra cervicale, in maniera tale da formare un solido anello osseo. Il secondo dito della mano ha una falange, mentre gli altri ne hanno due. L'arto inferiore è allungato e possiede una fibula filiforme lunga meno della metà della tibia. Ogni dito del piede ha tre falangi, eccetto l'alluce.

### Aspetto
La pelliccia è relativamente lunga, il colore è generalmente grigiastro, più chiaro sulle parti ventrali. Il muso è corto, gli occhi sono relativamente grandi. La foglia nasale è semplice, lunga ed eretta, formata da un lobo anteriore e da una lancetta con la punta troncata ed attraversata da un rilievo longitudinale. Le narici fuoriescono da una zona cutanea priva di peli, sotto la porzione anteriore della foglia nasale. Le orecchie sono molto lunghe ed erette, unite lungo il margine interno dalla base per quasi metà della loro lunghezza. Il trago è lungo e bifido. Sebbene la coda sia mancante o ridotta ad un piccolo tubercolo, l'uropatagio è ben sviluppato. Il calcar è sempre presente. Le ali sono grandi e larghe. Le femmine hanno una seconda coppia di mammelle fittizie, sulle quali si aggrappano con i denti i piccoli durante il volo.

## Distribuzione e habitat
Le specie di questa famiglia vivono nell'Africa subsahariana, in Asia, dall'Afghanistan alle Molucche ed in Australia.
Si rifugiano principalmente in grotte, edifici ed anche nelle cavità degli alberi. 

## Tassonomia
La famiglia si suddivide in 5 generi e 6 specie viventi più due generi estinti:
- 3 premolari su ogni semi-arcata.
  - Necromantis †
- 2 premolari su ogni semi-arcata.
  - Megaderma
- Un premolare superiore e uno inferiore su ogni semi-arcata.
  - Cardioderma
  - Lavia
  - Saharaderma †
- Un premolare superiore e 2 inferiori su ogni semi-arcata.
  - Il cranio è privo dello scudo frontale.
    - Eudiscoderma

  - È presente uno scudo frontale ben sviluppato.
    - Macroderma